# Bon Secours Wellness Arena
Le Bon Secours Wellness Arena (anciennement BI-LO Center) est une salle omnisports située à Greenville, dans l'État de Caroline du Sud. L'arène est principalement utilisée pour les rencontres de basket-ball, de hockey sur glace et les concerts.
Elle a été la patinoire du Grrrowl de Greenville de l'East Coast Hockey League entre 1998 et 2006 ainsi que le terrain de jeu des Rhinos de la Caroline de l'Af2 de 2000 à 2002, puis du Groove de Greenville de la NBA Development League entre 2001 et 2003. Depuis, la salle n'abrite aucune équipe sportive. Le Bon Secours Wellness Arena a une capacité de 14 897 places pour le basket-ball, 13 707 pour le hockey sur glace et 15 951 places assises au maximum pour les concerts. De plus, il dispose de 30 suites de luxe et 840 sièges de club.

## Histoire
Le BI-LO Center est inauguré en septembre 1998 pour un coût de construction de 63 millions de dollars afin de remplacer le vétuste Greenville Memorial Auditorium de 7 000 places qui est démoli le 20 septembre 1997.
L'arène est sponsorisée par la chaîne de supermarchés BI-LO qui a son siège à Mauldin près de Greenville en Caroline du Sud. Quand il fut construit, le BI-LO Center était la plus grande arène dans l'État de la Caroline du Sud, une distinction qu'il a conservée jusqu'en 2002, quand le Colonial Center et ses 18 000 places a été établi à Columbia (Caroline du Sud).
Comme salle de concert, le BI-LO Center peut asseoir entre 11 000 et 15 951 spectateurs, selon le positionnement de la scène. Le plancher de l'arène mesure 34 mètres de large et 70 mètres de long. Dans l'arène les sièges sont répartis en deux niveaux dans les tribunes. Il y a 7 472 sièges dans le niveau supérieur, 4 809 sièges permanents et 1290 sièges escamotables dans la rangée inférieure.
Le BI-LO Center a accueilli des matchs qualificatifs pour le Final Four basket-ball NCAA masculin de 2002. Cependant, la NCAA a depuis mis en application une politique pour ne pas tenir des matchs de tournoi en Caroline du Sud ou au Mississippi, suivant une recommandation du National Association for the Advancement of Colored People. En conséquence, le BI-LO Center n'a pas accueilli de tournoi NCAA depuis 2002.
Le basket-ball universitaire a fait son retour à Greenville en 2005, quand le Southeastern Conference Women's Basketball Tournament a été joué dans le BI-LO Center. Normalement ce tournoi aurait dû avoir lieu au Philips Arena d'Atlanta. Cependant, quand la LNH a annoncé en 2004 que le Match des étoiles de la Ligue nationale de hockey, programmé pour février 2005, se passerait à Atlanta, les dirigeants du Philips Arena ont retiré le Southeastern Conference Women's Basketball Tournament, qui a donc eu lieu au Bi-Lo Center de Greenville (Caroline du Sud). Le Match des étoiles de la Ligue nationale de hockey de février 2005 n'a en fait pas lieu à cause du lockout de la Ligue nationale de hockey.
La salle accueille régulièrement une grande variété d'événements tels que le Ringling bros. and Barnum & Bailey circus, des combats de catch, des rassemblements de Monster truck, des courses de moto-cross, du patinage, comme le Champions on Ice, des expositions de chiens, et des concerts incluant beaucoup de genres musicaux.

## Événements
- 1er et 2d tours du tournoi du Championnat NCAA de basket-ball, 2002
- Finales de la Coupe Kelly, 3 et 5 mai 2002
- Southeastern Conference Women's Basketball Tournament, 2005
- TNA Against All Odds, 10 février 2008
- WWE Raw King of the Ring, 21 avril 2008